# Wojna celna
Wojna celna (ang. customs war) – stan, w którym dwa państwa lub bloki państw podwyższają wobec siebie stawki celne, dążąc do wywarcia nacisku na stronę przeciwną lub zachwiania podstaw gospodarki oponenta.
Przykłady takich wojen to m.in. wojna celna pomiędzy Królestwem Polskim a Królestwem Prus z lat 1823-1825 czy też prowadzona w latach 1925–1934 celna wojna polsko-niemiecka.